# Arpad
Arpad (ur. ok. 845–850, zm. 907?) – wódz węgierski, protoplasta dynastii Arpadów. Przeszedł na czele Madziarów przez Przełęcz Werecką na tereny zwane obecnie Niziną Węgierską rozpoczynając w ten sposób proces osiedlania się na terenie Panonii.

## Życiorys

### Pochodzenie
Ród Arpada był pochodzenia tureckiego. Sam Arpad był synem Almosa.
Dawniej w historiografii popularna była teoria, że Arpad stał na czele szczepu Megyer, od którego nazwę miał wziąć cały naród (Magyar). Obecnie za prawdopodobną uchodzi hipoteza, że stał na czele plemienia Tarján.

### Od konfliktu z Bułgarią do zajęcia Panonii
W 894 roku Bizancjum zawarło porozumienie z węgierskimi wodzami – Kurszánem i Arpadem – skierowane przeciwko Bułgarii. W efekcie syn Arpada, Levente, dowodzący Chabarami (Kabarami; według tradycji były to trzy zbuntowane plemiona chazarskie, które przyłączyły się do Węgrów opuszczających Chazarię), zaatakował Bułgarię. Sam Arpad, w przymierzu z Morawianami, zaatakował Panonię, należącą do Franków Wschodnich.
Odwet Bułgarów, działających w porozumieniu z Pieczyngami, był straszny. Węgierskie rody, pozostające po drugiej stronie Karpat, zostały zdziesiątkowane. Konne wojsko Arpada pozostało jednak nietknięte.
W 895 roku Almos, ojciec Arpada, został zabity w Siedmiogrodzie. Sam Arpad w Lebedii-Atelkuzu został wybrany księciem-wodzem (gyulą). W ten sposób stał się drugim w hierarchii węgierskich dostojników; pierwszym był książę sakralny (kende, kündü).

### Osiedlenie się w Panonii
Po zajęciu Panonii w 900 roku Węgrzy osiedlili się na tym terenie. Arpad i jego synowie zajęli oba brzegi Dunaju między wyspami Csepek i Mohácsi, na co wskazują pochodzące od ich imion nazwy własne. Na swoją siedzibę wybrał okolice ruin rzymskiego miasta Sopianae (Pécs), gdzie pamiątką jego pobytu jest zachowana w nazwie wsi Arpad. Jego letni obóz znajdował się na wyspie Csepel.
W 904 roku, po śmierci Kurszana, Arpad przybrał tytuł kende (książę sakralny). Przejął też tereny zajmowanego przez zmarłego m.in. letni obóz w pobliżu ruin rzymskiego Aquincum.
Po śmierci Kurszana żądni zemsty Węgrzy pod wodzą Arpada wznowili działania wojenne przeciwko Frankom Wschodnim.
Według Anonima P. zmarł w 907 roku; data ta jest obecnie kwestionowana przez badaczy. Według tradycji został pochowany w mieście Attyli (identyfikuje się je z Aquincum, obecnie częścią Budapesztu).

## Potomstwo i sukcesja
Synów Arpada wylicza De administrando imperio Konstantyna Porfirogenty. Byli nimi:
- Levente (Liüntika),
- Tarhos (Tarhacsi),
- Üllő (Jelek),
- Jutas (Jutocsa),
- Zoltán (Zaltasz).

Zgodnie z zasadą senioratu po śmierci Arpada rządy objął jego krewniak Szabolcs, najstarszy z rodu. Późne źródła twierdziły, że następcą Arpada był jego najmłodszy syn Zoltán.
Synowie Arpada koczowali na terenach oddzielonych od siebie dopływami Dunaju: Tarhos w Tolnie, Üllő wzdłuż csepelskiej odnogi Dunaju, Jutas wzdłuż rzeki Sárvíz, a Zoltán od strony Bodrog, z biegiem Vajasu.

## Arpad w historiografii
Według legendy nabył od Świętopełka, władcy Państwa Wielkomorawskiego, całą ziemię, na której później osiedlili się Węgrzy.